# NGC 93
NGC 93 (другие обозначения — UGC 209, MCG 4-2-12, ZWG 479.15, Arp 65, PGC 1412) — спиральная галактика (Sb или Sab) в созвездии Андромеды.
Этот объект входит в число перечисленных в оригинальной редакции «Нового общего каталога».
Вместе с NGC 41, NGC 86, NGC 90, UGC 165, IC 1544, IC 1546, IC 1552 и несколькими другими галактиками входит в скопление галактик, которое расположено за сверхскоплением Персея-Рыб либо является его частью.
Вместе с NGC 90 образует пару взаимодействующих галактик Arp 65; мост между ними не обнаружен. Области HII концентрируются к центру галактики; она относится к классу Sab, имеет плотно закрученные рукава и большой балдж.

Галактика NGC 93 входит в состав группы галактик NGC 80. Помимо NGC 93 в группу также входят ещё 12 галактик.